# Chileense peso
De peso is de munteenheid van Chili. Eén peso was honderd centavo tot 1984, toen door inflatie de ondereenheid niet meer nodig was.
De volgende munten worden gebruikt: 1, 5, 10, 50, 100 en 500 peso. De munten worden geslagen door de Casa de Moneda de Chile. Het papiergeld is beschikbaar in 500 (wordt nu niet meer gedrukt), 1000, 2000, 5000, 10.000 en 20.000 peso.
De Spaanse escudo (XESE) werd gebruikt in de tijd dat Chili onder Spaans beheer was en Chili bleef dat gebruiken na haar onafhankelijkheid. In 1851 werd de escudo vervangen door de Chileense peso. Chili heeft als gevolg van de hoge inflatie veel pogingen ondernomen de munt te stabiliseren, zoals verschillende belastingmaatregelen onder andere wat betreft export/import, importbelasting op luxe goederen, belasting op handelen van effecten, enzovoort. In 1960 werd de condor (=10 pesos, CLC) vervangen door de Chileense escudo (CLE) in een verhouding van 1000 pesos:1 escudo. De nieuwe peso (CLP) werd ingevoerd in 1975 met een verhouding van 1000:1.